# Iglesia de Nuestra Señora de la Asunción (Novocherkask)
La Iglesia de Nuestra Señora de la Asunción (en ruso: Храм Успения Пресвятой Богородицы) es una iglesia católica en la ciudad de Novocherkask en Rusia. Depende del decanato de Rostov del Don en la Diócesis de Saratov.
Esta iglesia dedicada a la Asunción de la Virgen fue construida con el diseño del arquitecto polaco Bronisław Brochwicz-Rogoyski (1861-1921) en 1902 por la comunidad polaca que es numerosa sobre todo por el levantamiento polaco de 1861 a 1864 y la reforma agraria de Stolypin. Reemplazó una iglesia más antigua construida en la segunda mitad del siglo XIX. La segunda comunidad más importante es la formada por los armenios católicos que viven en la zona desde el siglo XVIII, seguido por unas pocas familias de alemanes del Don.
La iglesia fue terminada en 1906. La parroquia tenía 4.231 feligreses en 1917. Cerrada durante la época de la Unión Soviética, el Padre Johann Lang,  continuó su labor pastoral oculto con sus feligreses hasta que fue deportado en 1941. Murió en el Gulag en 1944.
A medida que se establecen las relaciones normales entre el Estado y las diversas denominaciones cristianas en la década de 1990, la parroquia católica de Novocherkassk se registra en 1993 y la iglesia la recupera en 1994.

## Véase también

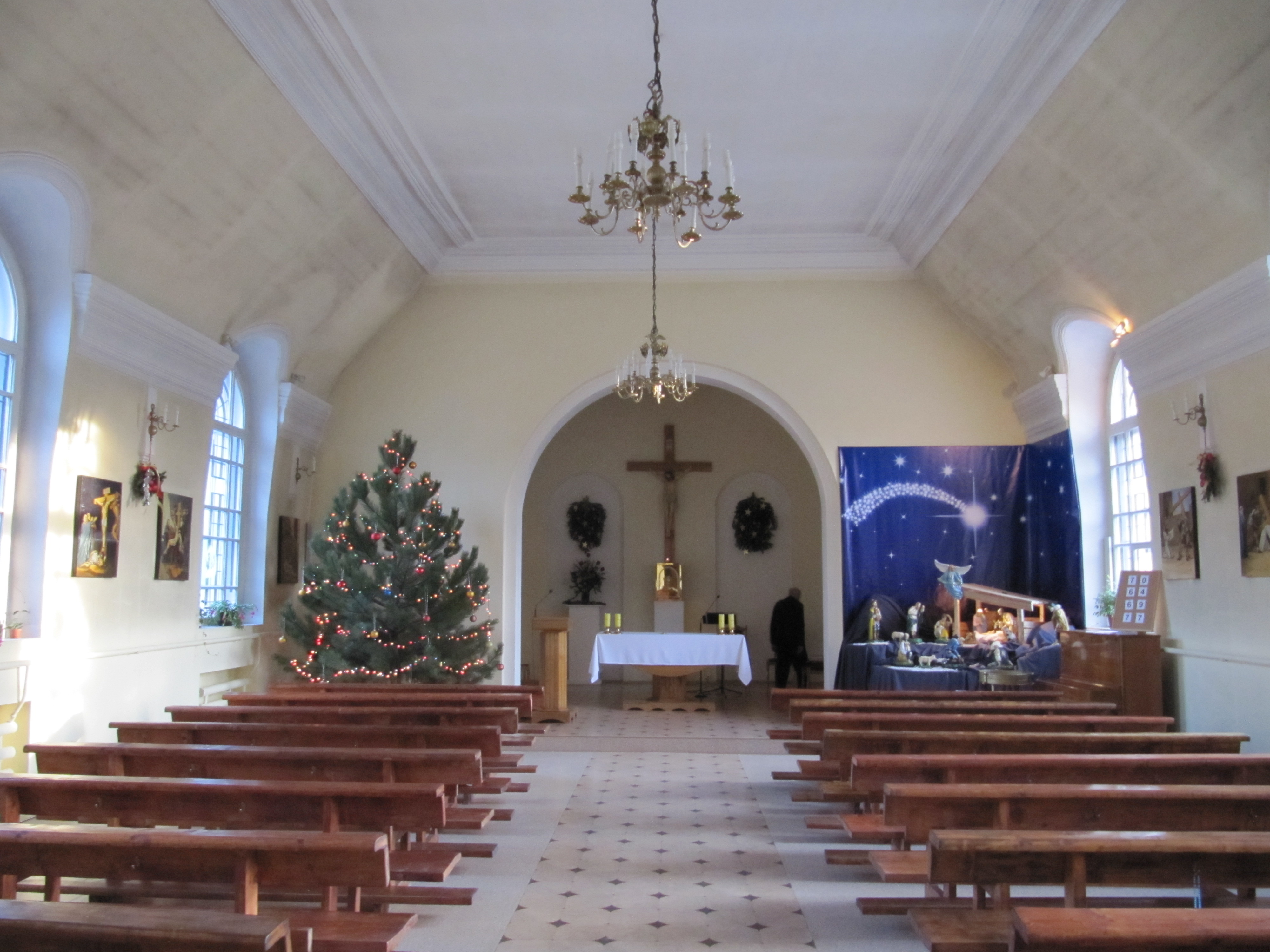
Vista interna